# Wilian Nascimento
Wilian Pereira Nascimento, mais conhecido como Wilian Nascimento (Rio de Janeiro, 12 de setembro de 1976) é um cantor brasileiro de música cristã contemporânea.

## Biografia
Iniciou a carreira junto com um grupo de amigos no início da década de 90, formando o Grupo Melody onde era um dos vocalistas, posteriormente mudado para Melosweet, que em português significa "doce melodia" alcançando relativo sucesso até serem contratos em 2006 pela MK Music lançando assim o trabalho de maior notoriedade Providência.  Em 2008 ficou conhecido por sua interpretação em "Era Você" e "Janelas do Coração" dueto com a cantora Jessyca, que foi revelada pela gravadora no final de 2007, para o disco Amo Você Vol. 14.[carece de fontes?] No mesmo ano além de deixar o grupo Melosweet, e ingressar em carreira solo lança então três álbuns, Lugar mais Alto, Agir de Deus, que recebeu a premiação de disco de ouro pela ABPD.por mais de 40 mil cópias vendidas, e Levanta tua voz igualmente também premiado com disco de ouro por mais de 40 mil cópias. Já foi indicado ao Troféu Talento em 2009. Nascimento também foi back vocal no álbum Uma Nova História de Fernandinho.
Em 2014, formando com suas primas Gisele Nascimento e Michele Nascimento, o Trio Nascimento como a mais nova promessa no cenário gospel pela atual gravadora de um novo grupo vocal e lançando o álbum Marque uma Geração, com produção musical de Tuca Nascimento.
Já para o ano seguinte foi lançado sua primeira coletânea e romântica Falando de amor abrindo o ano no calendário de lançamentos da gravadora. Ainda no primeiro semestre do ano é lançado o disco Não Vou Desistir, que foi indicado ao Grammy Latino.

## Discografia
Álbuns
| Ano  | CD                  | Vendas | Certificações |
| ---- | ------------------- | ------ | ------------- |
| 2008 | Lugar mais Alto     | 50.000 | Ouro          |
| 2010 | Agir de Deus        | 50.000 | Ouro          |
| 2012 | Levanta Tua Voz     | 50.000 | Ouro          |
| 2015 | Não Vou Desistir    | 15.000 | —             |
| 2019 | Fiel em Todo Tempo  | —      | —             |
| 2022 | Restituirá          |        |               |
| 2025 | Quem Foi Que Disse? |        |               |

## Discografia com Melosweet
- 1996: Amigos
- 2006: Providência